# Arba Kokalari

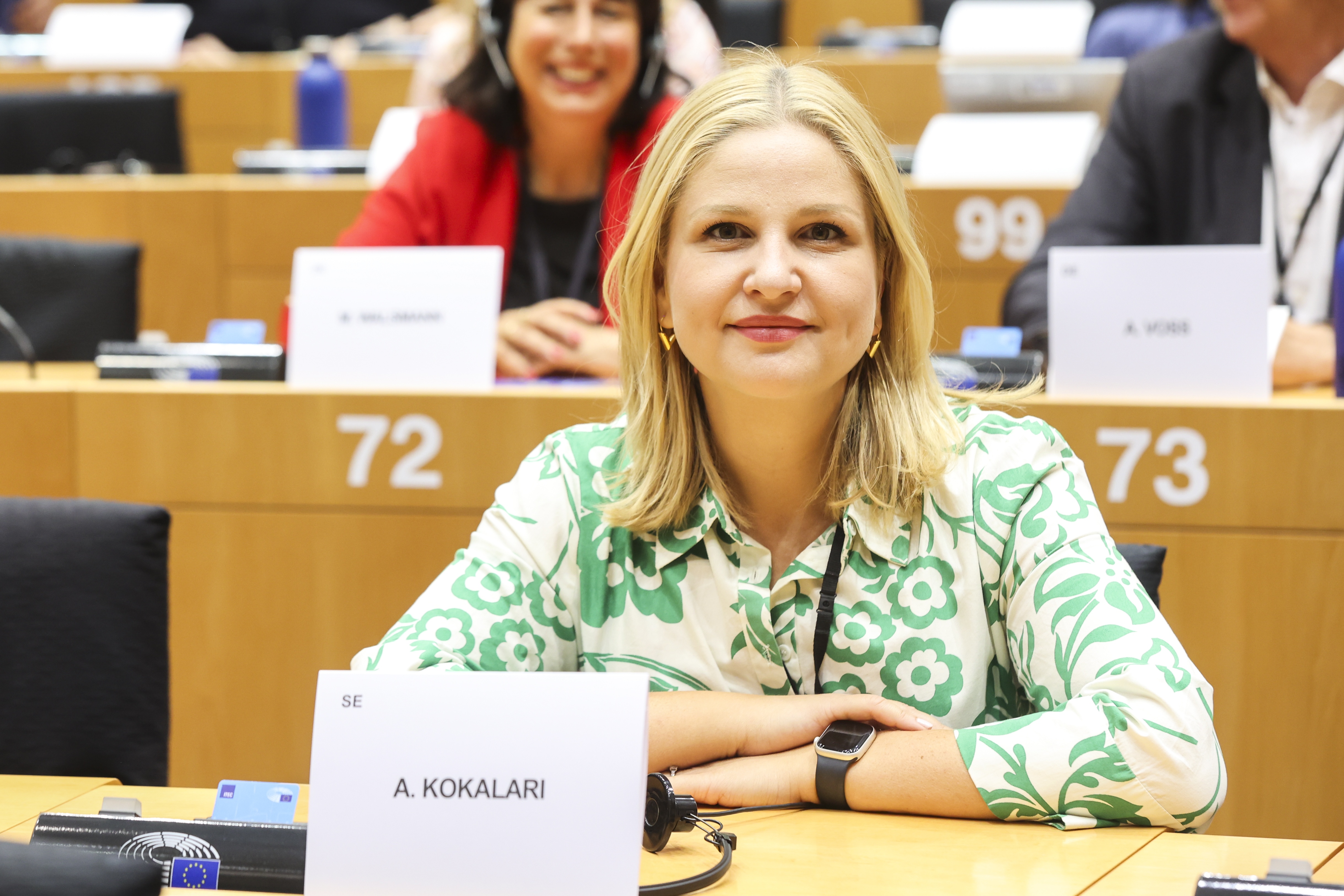
Arba Kokalari (2024)

Arba Kokalari (* 27. November 1986 in Stockholm, Schweden oder Tirana, Albanien) ist eine schwedische Politikerin der Moderata samlingspartiet, der Moderaten Sammlungspartei. Seit dem 2. Juli 2019 ist sie Mitglied des Europäischen Parlaments und dort in der Europäischen Volkspartei (EVP) in der Fraktion der Europäischen Volkspartei (Christdemokraten).

## Leben
Arba Kokalari wurde als Enkelin der albanischen Schriftstellerin Musine Kokalari geboren und wuchs in Albanien auf. Nach dem Fall des Kommunismus zog sie im Alter von sechs Jahren mit ihrer Familie nach Schweden. An der Universität Stockholm studierte sie von 2006 bis 2013 Politikwissenschaft mit Spezialisierung auf Europapolitik, das Studium schloss sie als Bachelor of Science ab. Außerdem besuchte sie von 2009 bis 2012 das Försvarshögskolan, das schwedische nationale Verteidigungskolleg.
Von 2008 bis 2012 arbeitete sie im schwedischen Außenministerium, von 2012 bis 2015 war sie Projektmanagerin bei der Jarl Hjalmarson Foundation und von 2015 bis 2017 beim Mobilfunkunternehmen 3 Schweden. Von 2017 bis Juni 2019 war sie Pressereferentin beim schwedischen Haushaltsgerätehersteller Electrolux.

### Politik
Kokalari engagiert sich seit 2003 in der Moderaten Sammlungspartei. 2006 wurde sie zum Ersatzmitglied des Stockholms län landsting gewählt, dem Provinziallandtag für die Provinz Stockholm, wo sie von 2010 bis 2014 als gewähltes Mitglied für die Sammlungspartei die Kulturagenden verantwortete. Von 2012 bis 2014 fungierte sie als Internationaler Sekretär der Moderata Ungdomsförbundet (MUF), der Jugendorganisation der Sammlungspartei, von 2015 bis 2018 war sie eine der Vizepräsidentinnen der Youth of the European People’s Party (YEPP). 2014 kandidierte sie für die Sammlungspartei bei der Europawahl und der Wahl zum Schwedischen Reichstag.
Bei der Europawahl in Schweden 2019 erreichte die Sammlungspartei vier Mandate im EU-Parlament, Arba Kokalari erhielt 10.284 Stimmen. In der mit 2. Juli 2019 beginnenden 9. Wahlperiode des Europäischen Parlamentes ist Kokalari volles Mitglied im Ausschuss für Binnenmarkt und Verbraucherschutz (IMCO) und im Ausschuss für die Rechte der Frau und die Gleichstellung der Geschlechter (FEMM) sowie stellvertretendes Mitglied im Ausschuss für auswärtige Angelegenheiten, Menschenrechte, Gemeinsame Sicherheit und Verteidigungspolitik (AFET) für die Europäischen Volkspartei (EVP) in der Fraktion Fraktion der Europäischen Volkspartei (Christdemokraten).